# Đình Sen Hồ
Đình Sen Hồ ở phường Nếnh, thị xã Việt Yên, tỉnh Bắc Giang. Năm 2013, đình này được công nhận là di tích kiến trúc nghệ thuật cấp quốc gia.

## Lịch sử
Theo hồ sơ di tích, đình Sen Hồ được xây dựng từ cuối thế kỷ XVII. Bình đồ kiến trúc kiểu chữ "Đinh" (T). Công trình là nơi thờ Đức thánh Tam Giang (tên Húy là Trương Hống). Ngoài ra còn thờ Diên Bình Công chúa (con gái vua Lý Thánh Tông). Hiện trong đình còn lưu giữ nhiều tài liệu, hiện vật có giá trị lớn như: bài vị, hương án, chấp kích, các mảng chạm khắc hoa văn trên kiến trúc, các di sản Hán – Nôm.
Theo truyền thuyết thánh Tam Giang: Ngày xưa ở làng Vân Mẫu, thành phố Bắc Ninh, tỉnh Bắc Ninh có một người con gái tên là Phùng Từ Nhan. Năm 18 tuổi, Từ Nhan chiêm bao thấy thần Long từ trên trời hạ xuống quấn mình trên sông Lục Đầu, sau đó bà mang thai 14 tháng và sinh hạ được cái bọc năm con: 4 trai 1 gái. Do là con trời ban cho nên bà lấy họ Trương của Ngọc Hoàng đặt cho các con là Trương Hống, Trương Hát, Trương Lừng, Trương Lẫy và Trương Đạm Nương. Thời gian sau đó, Ngọc Hoàng sai Lã Tiên Ông xuống trần dạy văn võ cho 5 người con tại bãi Tràng Học gần nhà Cổ Trạch. Năm anh em đều văn võ song toàn, lớn lên hưởng ứng lời kêu gọi của Triệu Việt Vương, họ xung phòng làm tướng tiến đánh giặc Lương ở đầm Dạ Trạch và giành thắng lợi lớn. Trương Hống được phong tướng trấn giữ làng Tiên Tảo (Sóc Sơn, Hà Nội), Trương Hát được phong tướng trấn giữ làng Tam Lư (Từ Sơn, Bắc Ninh).
Khi Triệu Quang Phục lên ngôi vua, Lý Phật Tử đã đem quân đánh lại nhưng không thắng, bèn dùng kế cầu hôn gả con. Trương Hống và Trương Hát đã can Triệu Việt Vương nhưng Vua không nghe nên bị mắc mưu rồi bị đánh bại. Lý Phật Tử đoạt được ngôi vua, biết các ông là tướng tài giỏi bèn cho người mời ra làm quan. Song các ông nhất lòng trung quân, mắng lại rằng: “Tôi trung chẳng thờ hai vua, huống hồ hắn là kẻ vong ơn bội nghĩa?” Biết không thể khuất phục được, Lý Phật tử lệnh truy bắt các ông khắp nơi. Các ông biết không thoát được liền tự vẫn ở dòng sông Cầu để giữ trọn tấm lòng trung với vua. Ngọc Hoàng Thượng đế cảm thương đã sắc phong Trương Hống, Trương Hát làm thần sông. Nhân dân 372 làng dọc theo sông Cầu và các nơi hai ông từng đóng quân đánh giặc đều thương tiếc, lập đền thờ làm Thần. Các triều đại nhà Ngô, Đinh, Lê, Lý sau đó được âm phù giữ yên bờ cõi nên đều phong anh em họ Trương là Đức thánh Tam Giang - đại vương thượng đẳng thần. Thánh Tam Giang còn gắn liền với huyền thoại ra đời tác phẩm Nam quốc sơn hà, bản tuyên ngôn độc lập đầu tiên của người Việt.